# وائل نور
وائِل نُور (24 أبريل 1961 – 2 مايو 2016) ممثل مصري حاصل على دبلوم مَعهد السكرتارية، ثُمَ التحق بالمعهد العالي للفنون المسرحية. بَرع في أداء دور الشاب الشقي في أفلامه، وكانَ مِنَ المُمكن أن يسد فراغاً تركه المُمثل حسن يوسف إلا أن الظروف الاجتماعية والفنية لم تُساعده خاصةً وأنَّ المُخرجين أسندوا له دور الشاب الفاسِد أو الشارب الخارج عن القانون في مُعظم أفلامه، وكانت لَهُ صلة وثيقة بالفنان عبد الله محمود وَالفنان أحمد سلامة. غابَ وائِل نور عن الساحة الفنية السينمائية لِفترة قبل أن يعود مرةً أُخرى بفيلم الليلة الكبيرة، وفي 2 مايو 2016 تُوفي وائِل نور على إثر جلطة قلبية حَدثت لَه داخل مَنزله في الإسكندرية.

## من أشهر أعماله
- فيلم عالم وعالمة.
- فيلم الاحتياط واجب.
- فيلم الأوغاد
- فيلم سنوات الخطر.
- فيلم البيه البواب.
- فيلم السجينتان.
- فيلم خيال العاشق.
- فيلم مراهقون ومراهقات.
- فيلم الجبلاوي.
- فيلم توت توت
- مسرحية المدرسين والدروس الخصوصية.
- مسرحية الجنزير.
- حالة تلبس (فيلم)
- مسلسل (رد قلبي)
- مسلسل يوم عسل يوم بصل
- مسلسل شباب رايق جدا
- مسلسل السجين.
- مسلسل العرضحالجي.
- مسلسل السوق.
- مسلسل ذئاب الجبل.
- مسلسل شيكورونة.
- مسلسل زواج بدون ازعاج
- مسلسل على باب الوزير
- مسلسل صابر يا عم صابر.
- مسلسل المصراوية.
- مسلسل البخيل وأنا.
- مسلسل حساب السنين.
- مسلسل المال والبنون.
- مسلسل البخيل وانا.
- مسلسل ترويض الشرسة مع الفنانة اثار الحكيم
- مسلسل نقل مخ مع الفنان حسين فهمي
- مسلسل شباب رايق جدا مع الفنان مدحت صالح.
- مسلسل شقة فيصل مع كريم محمود عبد العزيز.
- مسلسل حلم ابن السبيل.

## الوفاة
تُوفيَ وائل نور مَساء يوم الاثنين المُوافق 2 مايو 2016 عن عمر يناهز 55 عاماً نَتيجة تعرضه لجلطة كبيرة في الشِريان التاجي للقَلب مما أدى للوفاة.، وَقد عثر عليه داخل منزله بالإسكندرية.

## وصلات خارجية
- وائل نور على موقع IMDb (الإنجليزية)
- وائل نور على موقع الدهليز
- وائل نور على موقع قاعدة بيانات الأفلام العربية
- وائل نور على موقع قاعدة بيانات الفيلم (الإنجليزية)